# Alfred Franke (Politiker)
Alfred Franke (* 2. April 1905 in Zwickau; † unbekannt) war ein deutscher Schuhmacher und Politiker der DDR-Blockpartei LDPD.

## Leben
Franke war der Sohn eines Schuhmachers, nahm nach dem Besuch der Volksschule in Zwickau wie sein Vater eine Lehre zum Schuhmacher auf und bestand 1936 die Meisterprüfung. 1948 wurde er Obermeister in der Berufsgruppe der Schuhmacher und Vorsitzender der Schuhmachergenossenschaft Zwickau sowie Bezirksobermeister. Er wurde in den Vorstand des Bezirkshandwerkskammer Karl-Marx-Stadt berufen.

## Politik
Er trat 1948 der in der Sowjetischen Besatzungszone neugegründeten LDPD bei. In der Wahlperiode von 1954 bis 1958 war er Mitglied der LDPD-Fraktion in der Volkskammer der DDR.